# Los Cristianos
Los Cristianos is een stad gelegen aan de zuidkust van het Spaanse eiland Tenerife. Als relatief grote stad maakt het administratief deel uit van de kleinere hoofdplaats Arona.

## Geschiedenis
De haven bestond al van in de 16de eeuw, maar er was geen eigenlijke bewoning tot in de late 19de eeuw. In 1860 stonden er maar drie huizen en wat later, in 1880, waren het er amper 29. In 1909 werd er een voor die tijd moderne kaai gebouwd zodat er grote schepen konden aanmeren.
De plaats is snel gegroeid na 1955. Een Zweed, Bengt Rylander, was een belangrijk figuur die het toerisme aanzwengelde. Hij ontdekte de plaats als gunstig gelegen om de ziekte waaraan hij leed, multiple sclerose, beter te kunnen verwerken. Vele Zweden kwamen vervolgens naar Los Cristianos om beter met hun reumatische aandoeningen te kunnen omgaan. Overblijfselen hiervan zijn de Avenida de Suecia (Zwedenlaan) en de Zweedse Lutheraanse Kerk, gelegen aan de zeedijk.
Het toerisme breidde in de jaren 60 uit en bleef niet beperkt tot de Zweden. De bouwwoede sloeg in alle hevigheid toe en meerdere hoge woontorens werden opgetrokken. Na de ingebruikname in 1975 van de luchthaven Reina Sofia, enkele kilometers verderop, ontwikkelde het toerisme zich nog vele malen sneller.

## Toerisme
Er zijn twee zandstranden: de "Playa de Los Cristianos", vlak bij de haven, en in de volgende baai is er "Playa de la Vistas". Het gros van de residentiële bevolking bestaat uit Spanjaarden en Engelsen, benevens andere nationaliteiten. Het aantal tijdelijke bewoners, zoals overwinteraars, is zeer groot. Het gaat hier voornamelijk om Engelsen, Duitsers, Scandinaven, Nederlandstaligen en Italianen.
Het zand van de streek staat nog steeds bekend voor zijn helende werking. Het bevat radioactieve mineraalkorrels, die een genezend effect hebben op artritis en reuma en deze aandoeningen ook kunnen voorkomen

## Mobiliteit en Economie
Het toerisme en de haven zijn belangrijke economische sectoren in Los Cristianos. Er zijn ferryverbindingen met relatief grote schepen naar de eilanden La Palma, El Hierro en La Gomera.
De stad beschikt over een druk centraal busstation en vele plaatsen waar taxi's kunnen genomen worden. Via de autosnelweg TF1 rijdt men vrij snel naar de hoofdstad Santa Cruz de Tenerife en de beide luchthavens. Er zijn ook plannen voor de aanleg van een treinlijn van het noorden naar het zuiden, via de oostkust, waarbij de gemeente een stopplaats aangewezen krijgt.